# 고디 하우
고든 "고디" 하우(영어: Gordon "Gordie" Howe, OC, 1928년 3월 31일 ~ 2016년 6월 10일)는 캐나다의 아이스하키 선수이다. 1946년부터 1980년까지 내셔널 하키 리그(NHL)에서 26번의 시즌, 월드 하키 협회(WHA)에서 6시즌을 활약했고, 특히 디트로이트 레드윙스에서 25번의 시즌을 활약한 것으로 잘 알려져 있다. 별명인 "미스터 하키(영어: Mr. Hockey)"로도 잘 알려져 있으며, 아이스하키 역사상 가장 위대한 선수 중 한 명으로 꼽힌다. NHL 올스타전에 총 23회 출전하여 1980년대에 웨인 그레츠키가 기록을 깰 때까지 가장 많은 득점을 올린 선수이기도 하다.